# Miliang (sockenhuvudort i Kina, Hunan Sheng, lat 28,24, long 109,51)
Miliang (kinesiska: 米良, 芭科, 米良乡) är en sockenhuvudort i Kina. Den ligger i provinsen Hunan, i den södra delen av landet, omkring 340 kilometer väster om provinshuvudstaden Changsha. Antalet invånare är 4 359. Befolkningen består av 2 050 kvinnor och 2 309 män. Barn under 15 år utgör 26,0 %, vuxna 15-64 år 63 %, och äldre över 65 år 9,0 %.
Runt Miliang är det ganska tätbefolkat, med 199 invånare per kvadratkilometer. Närmaste större samhälle är Heku, 7,2 km sydväst om Miliang. I omgivningarna runt Miliang växer huvudsakligen savannskog.
Genomsnittlig årsnederbörd är 1 848 millimeter. Den regnigaste månaden är maj, med i genomsnitt 327 mm nederbörd, och den torraste är januari, med 41 mm nederbörd.